# Андріївка (Вишгородський район)
Андрі́ївка — село в Україні, у Димерській селищній громаді Вишгородського району Київської області. Населення становить 106 осіб. Входить до складу Димерської селищної громади.
Вперше згадане 1926 року як хутір, де було 14 дворів та мешкало 59 осіб.
Нині складається з двох вулиць — Братів Тимошенків та Жовтневої. Сусіднє село — Любимівка.
У селі розташований пам'ятник радянським солдатам, які загинули під час Німецько-радянської війни.
Неподалік від села розташований ландшафтний заказник місцевого значення «Андріївський».
Під час Російського вторгнення в Україну була тимчасово окупованою. Про остаточне звільнення Вишгородського району, до якого вона належить, ЗМІ повідомили 31 березня 2022 року.